# François Guyet
Pour les articles homonymes, voir Guyet.
François Guyet, né à Angers 1575 et mort à Paris le 12 avril 1655, est un poète néo-latin et grammairien français.

## Biographie
Issu d’une bonne famille, Guyet perdit ses parents alors qu’il était encore enfant. Les tuteurs à qui il fut abandonné ayant dilapidé le modeste héritage que ceux-ci lui avaient laissé, il n’eut d’autre choix que d’envisager une vie de labeur ardu. En 1599, il quitta Angers pour monter à Paris, où il fut présenté à la société des frères Dupuy, de l’hôtel du Président de Thou, et d’autres savants. En 1604, il se rendit à Rome pour étudier la langue italienne, parcourant les librairies et visitant les académies savantes romaines, et fut bientôt en mesure d’écrire des vers italiens qui lui attirèrent les éloges des savants étrangers. À Rome, il fit la connaissance de plusieurs grands personnages, dont Jacques Camus de Pontcarré, évêque de Séez, Pierre Habert de Montmor, évêque de Cahors, Gabriel de L'Aubespine, évêque d’Orléans, le poète Régnier ou le cardinal du Perron de qui il était très estimé. Il parcourut l’Italie tout entière, visita l’Autriche, la Bavière, et passa par Strasbourg. Dans les conversations qu’il tint plus tard, il se plaisait à raconter ce qu’il avait vu, ce qu’il avait entendu, à décrire les mœurs et les institutions des pays qu’il avait parcourus, à faire connaitre les hommes qu’il avait pu y rencontrer.
Après son retour à Paris, sa bourse vidée, il touchait de bien près à la misère et devint, grâce à la protection de Guez de Balzac, précepteur de Louis de Nogaret de La Valette d'Épernon. Le jugement et la prudence dont il fit preuve dans ce poste lui gagnèrent l’estime et la confiance de son noble élève, qui lui confia ses préoccupations les plus importantes, l’emmena à Rome, et lui procura la jouissance du prieuré de Saint-Andrade, au revenu fort important, sans qu’y soit attachée l’obligation d’appartenir à un ordre religieux quelconque. Il n’aurait tenu à lui que d’augmenter ce bon bénéfice par une place éminente dans l’Église si, à la splendeur d’un palais, il n’avait préféré la retraite du collège de Bourgogne, où la lecture des auteurs anciens constitua son passe-temps préféré.
Quoique érudit, il s’abstint de publier, laissant les marges des classiques qu’il consultait pleines de notes, dont beaucoup ont été publiées, de même que ses critiques, qui parurent très précieuses entre les mains de ses amis, en particulier celles sur Hésiode, publié par Grævius, et ceux Térence par Boeckler. Il s’est employé à prouver que la langue latine dérivait du grec, et que tous les mots primitifs du grec étaient monosyllabiques, mais cette thèse ne semble pas avoir été imprimée. En tant que critique, cependant, il était sévère, et il craignit de ne pas effacer de nombreux vers de Virgile, et de rejeter la première ode d’Horace, et l’histoire secrète de Procope de Césarée.
Respecté pour son érudition et pour les vertus de sa vie privée, il avait la réputation d’un homme sincère honnête et indifférent en matière de religion. En bonne santé toute sa longue vie, hormis la pierre qui requit une intervention en 1636, il mourut d’une inflammation, après trois jours de maladie, dans les bras de ses compatriotes Monsieur de Saint Sauveur et Ménage. Sa biographie a été écrite en latin par Johann Albrecht Portner.